# I am waiting for you
「I am waiting for you」（アイ アム ウェイティング フォー ユー）は、日本の音楽グループLOVE PSYCHEDELICOの7枚目のシングルである。2003年1月22日発売。発売元はビクターエンタテインメント。

## 概要
- PV監督は中村友彦。

## 収録曲
| 全作詞・作曲・編曲: LOVE PSYCHEDELICO。 |                          |                   |                   |      |
| #                                       | タイトル                 | 作詞              | 作曲・編曲        | 時間 |
| 1.                                      | 「I am waiting for you」 | LOVE PSYCHEDELICO | LOVE PSYCHEDELICO | 5:00 |
| 2.                                      | 「Happiness」            | LOVE PSYCHEDELICO | LOVE PSYCHEDELICO | 2:38 |
| 3.                                      | 「another night」        | LOVE PSYCHEDELICO | LOVE PSYCHEDELICO | 4:11 |

## 収録アルバム

### I am waiting for you
- オリジナル『LOVE PSYCHEDELICO III』（2004年2月25日）

### Happiness
- オリジナル『LOVE PSYCHEDELICO III』（2004年2月25日）